# Phyteuma gallicum
Phyteuma gallicum är en klockväxtart som beskrevs av Richard Schulz. Phyteuma gallicum ingår i släktet rapunkler, och familjen klockväxter. Inga underarter finns listade i Catalogue of Life.